# Yaw Osafo-Maafo
Yaw Osafo-Maafo est un homme politique ghanéen qui a été nommé en avril comme conseiller présidentiel principal de l'administration Akufo-Addo 2021. Il a été ministre principal de l'administration Akufo-Addo de 2017 à 2021. Il a été député au Parlement par Akim Oda de 1997 à 2009 et a précédemment occupé le poste de ministre des finances et d'autres fonctions du cabinet au sein de l'administration de Kufuor entre 2001 et 2009.

## Biographie
Yaw Osafo-Maafo est né à Akyem Awisa en 1936. Il a fréquenté l'école presbytérienne Akyem Awisa et l'école Achimota. Il a ensuite étudié le génie mécanique à l'Université de science et de technologie Kwame Nkrumah (KNUST), au Ghana. À KNUST, il a été vice-président de l’Union nationale des étudiants ghanéens (NUGS).
Il a rejoint la Volta Aluminium Company (VALCO) en tant qu'ingénieur et s'est élevé dans les rangs pour devenir PDG.
Osafo-Maafo a établi ses pouvoirs dans le secteur bancaire et financier par direction et a restructuré avec succès deux grandes banques ghanéennes, la Banque du logement et de la construction et la Banque nationale d'investissement (en) entre 1979 et 1992.
Il a consulté la Banque mondiale, la Banque africaine de développement et le Programme des Nations Unies pour le développement. Il est l'ancien vice-président du comité exécutif de l'Association des banquiers d'Afrique de l'Ouest et un vice-président fondateur de la Bourse ghanéenne.
Il a été président et membre du conseil d'administration de plusieurs sociétés, dont Nestle Ghana Limited, National Trust Holding Company, Merchant Bank Ghana Limited, National Development Planning Commission nationale de planification du développement (en), Divestiture Implementation Committee et Donewell Insurance.
Il s'est retiré après avoir siégé au Parlement pour la circonscription d'Akim Oda dans la région orientale du Ghana, pour trois mandats.
Il est membre de l'Institut des ingénieurs du Ghana et membre honoraire de l'Institut des architectes du Ghana.

## Postes au gouvernement

### Membre du Parlement
Il est ancien député au Parlement par Akim Oda (circonscription parlementaire du Ghana) (en), Ghana.

### Ministre des finances et de la planification économique
Il a été nommé ministre des finances en février 2001 puis ministre des finances et de la planification économique pendant l'administration de Kufuor. Il a occupé ce poste jusqu'en janvier 2005. Au Ministère des finances, il a supervisé le changement spectaculaire de l'économie ghanéenne. En novembre 2001, il a été nommé ministre des Finances de l'année avec son homologue canadien Paul Martin par le Forum économique mondial et ministre des Finances de l'année 2001, Afrique, par Banker Magazine, une publication du Financial Times.

### Ministre de l'éducation et des sports
Entre 2005 et 2006, il a été ministre de l'éducation et des sports, où il a entamé la mise en œuvre d'importantes réformes du secteur de l'éducation visant à améliorer la qualité de l'enseignement de base, secondaire et tertiaire. Les réformes ont également cherché à aligner le système éducatif sur les besoins de l'économie plus large. Il a lancé la nouvelle éducation de base gratuite, la Bourse de Capitalisation.
En ce qui concerne le sport, sa réorganisation et sa restructuration des finances et de la gestion du football dans le pays ont joué un rôle important dans l’aide au Ghana à avoir droit à la Coupe du monde 2006. C'était la première fois que le Ghana l'a fait dans son histoire.

## Élections
Marfo a été élu pour la première fois au Parlement sur le billet du Nouveau Parti patriotique lors des élections générales du Ghana de décembre Élections générales ghanéennes de 1996 (en) pour la circonscription d'Akim Oda dans l'est du Ghana. Il a obtenu 26 685 voix sur les 44 794 voix valablement exprimées, représentant 48,80 % de ses adversaires Boateng Initiative qui a voté 16 984 voix, Yaw Frempong Awuku qui a voté 750 voix, Willie De-Graft Sakyi qui a voté 375 voix, et Samuel Daves Adjepong qui a voté 0 voix. Lors des Élections générales ghanéennes de 2000 (en)  du Ghana de 2000, il a obtenu 25 709 voix sur les 41 950 voix valides exprimées représentant 61.30% sur ses adversaires Kojo Atta-Krah un membre du NDC qui a obtenu 14 766 voix représentant 35.20%, George Ntiamoah un membre du KWIND qui a voté 687 voix représentant 1.60%, Abor Menah,,.

## Activités récentes
Bien qu’il ne serve plus au gouvernement, Osafo-Maafo a fait campagne pour le Nouveau Parti patriotique lors des élections de 2008.
Osafo-Maafo a récemment travaillé en tant que consultant de la Banque mondiale pour conseiller le Ministère des finances et la Législature du Gouvernement libérien.
Depuis son départ du gouvernement, il a critiqué le gouvernement ghanéen pour des questions telles que les salaires versés aux fonctionnaires du gouvernement et la vente proposée de Bosque de Achimota
Il a également été très critique à l'égard de la gestion de l'économie par le gouvernement, de la charge croissante de la dette du pays et de la monnaie dépréciante.

## Différends

### Commentaires ethnocentriques
En février 2015, une bande audio secrète capturant une voix masculine semblable à celle d’Osafo-Maafo qui exprimait des commentaires ethnocentriques dans le dialecte Asante (en) est devenue virale dans les médias et sur Internet. L'enregistrement a eu lieu lors d'une réunion entre l'ancien Ministre des finances et le Conseil des anciens du nouveau parti patriotique dans l'est du Ghana. La voix a été choquée par le fait que les ressources du Ghana profitent aussi à des régions qui n'ont que peu ou pas de ressources.
"Vous avez toutes les ressources, mais vous n'avez pas de voix dans la gestion de vos ressources, et c'est ce qui se passe. Votre développement dépend de ceux qui n'ont pas de ressources », a-t-elle dit. On pense que les commentaires ont été adressés aux Nordiques et au Président John Dramani Mahama, en particulier, qui est un Gonja par tribu. Il a averti que de tels sentiments ne devraient pas être exprimés en public "Vous ne pouvez pas dire cela ouvertement, nous ne devrions pas", mais il a ajouté que "les membres du Conseil sont libres de parler de cela seulement entre Asantes".
Dans sa défense, Osafo-Maafo a déclaré aux médias qu'« il se souvient avoir pris la parole lors d'un forum il n'y a pas si longtemps, mais doute que le contenu supposé de l'enregistrement reflète fidèlement l'ensemble de ses propos tenus à ce moment-là ».